# Scott Menville
Scott David Menville, född 12 februari 1971 i Malibu, Kalifornien, är en amerikansk skådespelare, röstskådespelare och musiker. Han är mest känd för att ha gjort röster till olika animerade filmer och TV-serier, däribland My Little Pony, Justice League, Teen Titans och Scooby-Doo. Han har även gjort röster i flera datorspel som Final Fantasy X-2, Starcraft II: Wings of Liberty och Call of Duty: Black Ops II. Han har även haft en mindre roll som Kimmys pojkvän Duane i TV-serien Huset fullt (Full House), en roll som han återigen spelade i dess uppföljare, Huset fullt – igen (Fuller House).
Scott Menville är son till animatören och manusförfattaren Chuck Menville.